# Dimitar Trajkow
Dimitar Stefanow Trajkow (bulgarisch Димитър Стефанов Трайков; * 1952) ist ein ehemaliger bulgarischer Radrennfahrer und nationaler Meister im Radsport.

## Sportliche Laufbahn
Trajkow gewann 1977 das Mannschaftszeitfahren der Balkan-Meisterschaften. Zweimal wurde er bulgarischer Meister in dieser Disziplin.
1972 (ausgeschieden), 1973 (37.), 1974 (32.), 1975 (54.) und 1976 (17.) fuhr er die Internationale Friedensfahrt.